# Greers Ferry
Greers Ferry é uma cidade localizada no estado americano de Arkansas, no Condado de Cleburne.

## Demografia
Segundo o censo americano de 2000, a sua população era de 930 habitantes.
Em 2006, foi estimada uma população de 969, um aumento de 39 (4.2%).

## Geografia
De acordo com o United States Census Bureau, a localidade tem uma área de 18,5 km², sem área coberta por água. Greers Ferry localiza-se a aproximadamente 184 m acima do nível do mar.

## Localidades na vizinhança
O diagrama seguinte representa as localidades num raio de 32 km ao redor de Greers Ferry.